# 2023 w lekkoatletyce
2023 w lekkoatletyce – prezentacja sezonu 2023 w lekkoatletyce.

## Zawody międzynarodowe

### Światowe
| Zawody                                    | Miejsce   | Data           | Źródło |
| ----------------------------------------- | --------- | -------------- | ------ |
| Mistrzostwa świata w biegach przełajowych | Bathurst  | 18 lutego      | [ 1 ]  |
| Mistrzostwa świata                        | Budapeszt | 18-27 sierpnia | [ 2 ]  |
| Mistrzostwa świata w biegach ulicznych    | Ryga      | 1 października | [ 3 ]  |
| Mistrzostwa świata w biegu 24-godzinnym   | Tajpej    | 1-2 grudnia    | [ 4 ]  |

### Międzykontynentalne
| Zawody                                    | Miejsce  | Data                        | Źródło |
| ----------------------------------------- | -------- | --------------------------- | ------ |
| Puchar panamerykański w chodzie sportowym | Managua  | 15-16 kwietnia              | [ 5 ]  |
| Młodzieżowe mistrzostwa NACAC             | San José | 21-23 lipca                 | [ 6 ]  |
| Igrzyska frankofońskie                    | Kinszasa | 31 lipca-4 sierpnia         | [ 7 ]  |
| Uniwersjada                               | Chengdu  | 1-6 sierpnia                | [ 8 ]  |
| Mistrzostwa panamerykańskie juniorów      | Mayagüez | 4-6 sierpnia                | [ 9 ]  |
| Igrzyska panamerykańskie                  | Santiago | 22 października-5 listopada | [ 10 ] |

### Kontynentalne

#### Afryka
| Zawody                                | Miejsce      | Data                   | Źródło |
| ------------------------------------- | ------------ | ---------------------- | ------ |
| Mistrzostwa Afryki juniorów młodszych | Lusaka       | 29 kwietnia-3 maja     | [ 11 ] |
| Mistrzostwa Afryki juniorów           | Ndola        | 29 kwietnia-3 maja     | [ 12 ] |
| Igrzyska Wysp Oceanu Indyjskiego      | Antananarywa | 29 sierpnia-3 września | [ 13 ] |

#### Ameryka Północna, Południowa i Karaiby
| Zawody                                                 | Miejsce         | Data          | Źródło        |
| ------------------------------------------------------ | --------------- | ------------- | ------------- |
| Mistrzostwa Ameryki Południowej w biegach przełajowych | Poços de Caldas | 22 stycznia   | [ 14 ]        |
| CARIFTA Games                                          | Nassau          | 8-10 kwietnia | [ 15 ] [ 16 ] |
| Mistrzostwa Ameryki Południowej juniorów               | Bogota          | 19-21 maja    | [ 17 ]        |
| Igrzyska Ameryki Środkowej i Karaibów                  | San Salvador    | 3-8 lipca     | [ 18 ]        |
| Mistrzostwa Ameryki Południowej                        | São Paulo       | 28-30 lipca   | [ 19 ]        |

#### Australia i Oceania
| Zawody            | Miejsce | Data                   | Źródło |
| ----------------- | ------- | ---------------------- | ------ |
| Igrzyska Pacyfiku | Honiara | 27 listopada-2 grudnia | [ 20 ] |

#### Azja
| Zawody                                  | Miejsce    | Data                       | Źródło |
| --------------------------------------- | ---------- | -------------------------- | ------ |
| Halowe mistrzostwa Azji                 | Astana     | 10-12 lutego               | [ 21 ] |
| Mistrzostwa Azji w biegach przełajowych | Katmandu   | 7 marca                    | [ 22 ] |
| Mistrzostwa Azji w chodzie sportowym    | Nomi       | 20 marca                   | [ 23 ] |
| Mistrzostwa Azji Zachodniej             | Doha       | 26-29 kwietnia             | [ 24 ] |
| Mistrzostwa Azji juniorów młodszych     | Taszkent   | 27-30 kwietnia             | [ 25 ] |
| Igrzyska Azji Południowo-Wschodniej     | Phnom Penh | 5-16 maja                  | [ 26 ] |
| Mistrzostwa Azji juniorów               | Yecheon    | 4-7 czerwca                | [ 27 ] |
| Mistrzostwa panarabskie                 | Marrakesz  | 20-24 czerwca              | [ 28 ] |
| Igrzyska panarabskie                    | Algier     | 4-7 lipca                  | [ 29 ] |
| Mistrzostwa Azji                        | Bangkok    | 12-16 lipca                | [ 30 ] |
| Igrzyska azjatyckie                     | Hangzhou   | 29 września-4 października | [ 31 ] |

#### Europa
| Zawody                                                | Miejsce    | Data          | Źródło |
| ----------------------------------------------------- | ---------- | ------------- | ------ |
| Halowe mistrzostwa Europy                             | Stambuł    | 2-5 marca     | [ 32 ] |
| Puchar Europy w rzutach                               | Leiria     | 11-12 marca   | [ 33 ] |
| Mistrzostwa krajów bałkańskich w chodzie sportowym    | Antalya    | 9 kwietnia    | [ 34 ] |
| Puchar Europy w chodzie sportowym                     | Podiebrady | 21 maja       | [ 35 ] |
| Mistrzostwa krajów nordyckich                         | Kopenhaga  | 27-28 maja    | [ 36 ] |
| Drużynowe mistrzostwa Europy/Igrzyska europejskie     | Chorzów    | 2-25 czerwca  | [ 37 ] |
| Puchar Europy w biegu na 10 000 metrów                | Pacé       | 3 czerwca     | [ 38 ] |
| Młodzieżowe mistrzostwa Europy                        | Espoo      | 13-16 lipca   | [ 39 ] |
| Mistrzostwa krajów bałkańskich                        | Kraljevo   | 22-23 lipca   | [ 40 ] |
| Olimpijski festiwal młodzieży Europy                  | Maribor    | 24-28 lipca   | [ 41 ] |
| Mistrzostwa Europy juniorów                           | Jerozolima | 7-10 sierpnia | [ 42 ] |
| Mistrzostwa krajów bałkańskich w biegach przełajowych | Pirdop     | 11 listopada  | [ 43 ] |
| Mistrzostwa Europy w biegach przełajowych             | Bruksela   | 10 grudnia    | [ 44 ] |

## Rekordy

### Rekordy świata
Źródło: worldathletics.org.

#### Hala

##### Kobiety
| Konkurencja   | Zawodniczka      | Reprezentacja | Rezultat | Miejsce   | Data              |
| ------------- | ---------------- | ------------- | -------- | --------- | ----------------- |
| bieg na 400 m | Femke Bol        | Holandia      | 49,26    | Apeldoorn | 19 lutego(dts) br |
| pięciobój     | Nafissatou Thiam | Belgia        | 5055     | Stambuł   | 3 marca(dts) br   |

##### Mężczyźni
| Konkurencja    | Zawodnik      | Reprezentacja | Rezultat | Miejsce | Data              |
| -------------- | ------------- | ------------- | -------- | ------- | ----------------- |
| bieg na 3000 m | Lamecha Girma | Etiopia       | 7:23,81  | Liévin  | 15 lutego(dts) br |

#### Stadion

##### Kobiety
| Konkurencja          | Zawodniczka        | Reprezentacja | Rezultat | Miejsce    | Data                   |
| -------------------- | ------------------ | ------------- | -------- | ---------- | ---------------------- |
| bieg na 1500 m       | Faith Kipyegon     | Kenia         | 3:49,11  | Florencja  | 2 czerwca(dts) br      |
| bieg na milę         | Faith Kipyegon     | Kenia         | 4:07,64  | Monako     | 21 lipca(dts) br       |
| bieg na 5000 m       | Gudaf Tsegay       | Etiopia       | 14:00,21 | Eugene     | 17 września(dts) br    |
| bieg uliczny na milę | Diribe Welteji     | Etiopia       | 4:20,98  | Ryga       | 1 października(dts) br |
| bieg na 5 km         | Beatrice Chebet    | Kenia         | 14:13    | Barcelona  | 31 grudnia(dts) br     |
| maraton              | Tigst Assefa       | Etiopia       | 2:11:53  | Berlin     | 24 września(dts) br    |
| bieg na 50 km        | Emane Seifu        | Etiopia       | 3:00:30  | Gqeberha   | 26 lutego(dts) br      |
| chód na 35 km        | María Pérez García | Hiszpania     | 2:37:15  | Podiebrady | 21 maja(dts) br        |

##### Mężczyźni
| Konkurencja                   | Zawodnik           | Reprezentacja     | Rezultat | Miejsce     | Data                   |
| ----------------------------- | ------------------ | ----------------- | -------- | ----------- | ---------------------- |
| bieg na 2000 m                | Jakob Ingebrigtsen | Norwegia          | 4:43,13  | Bruksela    | 8 września(dts) br     |
| bieg na 3000 m z przeszkodami | Lamecha Girma      | Etiopia           | 7:52,11  | Paryż       | 9 czerwca(dts) br      |
| skok o tyczce                 | Armand Duplantis   | Szwecja           | 6,23     | Eugene      | 17 września(dts) br    |
| pchnięcie kulą                | Ryan Crouser       | Stany Zjednoczone | 23,56    | Los Angeles | 27 maja(dts) br        |
| bieg uliczny na milę          | Hobbs Kessler      | Stany Zjednoczone | 3:56,13  | Ryga        | 1 października(dts) br |
| maraton                       | Kelvin Kiptum      | Kenia             | 2:00:35  | Chicago     | 8 października(dts) br |
| bieg na 100 km                | Aleksandr Sorokin  | Litwa             | 6:05:35  | Wilno       | 14 maja(dts) br        |

##### Mieszane
| Konkurencja        | Zawodnicy                                                  | Reprezentacja     | Rezultat | Miejsce   | Data                |
| ------------------ | ---------------------------------------------------------- | ----------------- | -------- | --------- | ------------------- |
| sztafeta 4 x 100 m | Justin Robinson Rosey Effiong Matthew Boling Alexis Holmes | Stany Zjednoczone | 3:08,80  | Budapeszt | 19 sierpnia(dts) br |

### Rekordy kontynentów

#### Afryka
Źródło: worldathletics.org.

##### Hala

###### Kobiety
| Konkurencja   | Zawodniczka  | Reprezentacja | Rezultat | Miejsce     | Data             |
| ------------- | ------------ | ------------- | -------- | ----------- | ---------------- |
| bieg na 200 m | Favour Ofili | Nigeria       | 22,11    | Albuquerque | 10 marca(dts) br |

###### Mężczyźni
| Konkurencja    | Zawodnik      | Reprezentacja | Rezultat | Miejsce | Data              |
| -------------- | ------------- | ------------- | -------- | ------- | ----------------- |
| bieg na 3000 m | Lamecha Girma | Etiopia       | 7:23,81  | Liévin  | 15 lutego(dts) br |

##### Stadion

###### Kobiety
| Konkurencja        | Zawodniczka                                                          | Reprezentacja            | Rezultat | Miejsce   | Data                |
| ------------------ | -------------------------------------------------------------------- | ------------------------ | -------- | --------- | ------------------- |
| bieg na 1500 m     | Faith Kipyegon                                                       | Kenia                    | 3:49,11  | Florencja | 2 czerwca(dts) br   |
| bieg na milę       | Faith Kipyegon                                                       | Kenia                    | 4:07,64  | Monako    | 21 lipca(dts) br    |
| bieg na 5000 m     | Gudaf Tsegay                                                         | Etiopia                  | 14:00,21 | Eugene    | 17 września(dts) br |
| rzut dyskiem       | Chioma Onyekwere                                                     | Nigeria                  | 64,96    | Ramona    | 15 kwietnia(dts) br |
| chód na 5 km       | Beatrice Chebet                                                      | Kenia                    | 14:13    | Barcelona | 31 grudnia(dts) br  |
| sztafeta 4 x 100 m | Murielle Ahouré-Demps Marie Josée Ta Lou Jessika Gbai Maboundou Koné | Wybrzeże Kości Słoniowej | 14:13    | Barcelona | 31 grudnia(dts) br  |

###### Mężczyźni
| Konkurencja                   | Zawodnik       | Reprezentacja | Rezultat | Miejsce | Data                   |
| ----------------------------- | -------------- | ------------- | -------- | ------- | ---------------------- |
| bieg na 200 m                 | Letsile Tebogo | Botswana      | 19,50    | Londyn  | 23 lipca(dts) br       |
| bieg na 3000 m z przeszkodami | Lamecha Girma  | Etiopia       | 7:52,11  | Paryż   | 9 czerwca(dts) br      |
| maraton                       | Kelvin Kiptum  | Kenia         | 2:00:35  | Chicago | 8 października(dts) br |

#### Ameryka Południowa
Źródło: worldathletics.org.

##### Hala

###### Kobiety
| Konkurencja    | Zawodniczka   | Reprezentacja | Rezultat | Miejsce      | Data                |
| -------------- | ------------- | ------------- | -------- | ------------ | ------------------- |
| bieg na 1500 m | Fedra Luna    | Argentyna     | 4:12,95  | Sabadell     | 28 stycznia(dts) br |
| bieg na 3000 m | Fedra Luna    | Argentyna     | 8:57,59  | Val-de-Reuil | 4 lutego(dts) br    |
| bieg na 5000 m | Carmen Alder  | Ekwador       | 15:51,98 | Boston       | 2 grudnia(dts) br   |
| chód na 3000 m | Ángela Castro | Boliwia       | 13:24,0h | Cochabamba   | 12 lutego(dts) br   |

##### Stadion

###### Kobiety
| Konkurencja      | Zawodniczka                   | Reprezentacja | Rezultat   | Miejsce      | Data                |
| ---------------- | ----------------------------- | ------------- | ---------- | ------------ | ------------------- |
| bieg na milę     | Joselyn Brea                  | Wenezuela     | 4:27,41    | Monako       | 21 lipca(dts) br    |
| bieg na 3000 m   | Joselyn Brea                  | Wenezuela     | 8:43,26    | Chorzów      | 16 lipca(dts) br    |
| bieg na 5000 m   | Joselyn Brea                  | Wenezuela     | 14:47,76   | Walnut       | 6 maja(dts) br      |
| rzut oszczepem   | Flor Ruíz                     | Kolumbia      | 65,47      | Budapeszt    | 25 sierpnia(dts) br |
| półmaraton       | Florencia Borelli             | Argentyna     | 1:09:28    | Buenos Aires | 27 sierpnia(dts) br |
| maraton          | Silvia Patricia Ortiz Morocho | Ekwador       | 2:24:50    | Walencja     | 3 grudnia(dts) br   |
| chód na 20 000 m | Mary Luz Andía                | Peru          | 1:29:07,5h | São Paulo    | 29 lipca(dts) br    |
| chód na 35 km    | Kimberly García               | Peru          | 2:37:44    | Dudince      | 25 marca(dts) br    |

###### Mężczyźni
| Konkurencja    | Zawodnik         | Reprezentacja | Rezultat | Miejsce   | Data                |
| -------------- | ---------------- | ------------- | -------- | --------- | ------------------- |
| bieg na 100 m  | Issam Asinga     | Surinam       | 9,89     | São Paulo | 28 lipca(dts) br    |
| bieg na 3000 m | Santiago Catrofe | Urugwaj       | 7:37,15  | Zagrzeb   | 10 września(dts) br |
| bieg na 5000 m | Federico Bruno   | Argentyna     | 13:11,57 | Palo Alto | 21 kwietnia(dts) br |
| chód na 35 km  | Brian Pintado    | Ekwador       | 2:24:34  | Budapeszt | 24 sierpnia(dts) br |

###### Mieszane
| Konkurencja                 | Zawodnicy                                                     | Reprezentacja | Rezultat | Miejsce   | Data             |
| --------------------------- | ------------------------------------------------------------- | ------------- | -------- | --------- | ---------------- |
| sztafeta mieszana 4 x 400 m | Jhon Perlaza Lina Licona Anthony Jose Zambrano Evelis Aguilar | Kolumbia      | 3:14,79  | São Paulo | 28 lipca(dts) br |

#### Ameryka Północna
Źródło: worldathletics.org.

##### Hala

###### Kobiety
| Konkurencja    | Zawodniczka    | Reprezentacja     | Rezultat | Miejsce     | Data                |
| -------------- | -------------- | ----------------- | -------- | ----------- | ------------------- |
| bieg na 60 m   | Aleia Hobbs    | Stany Zjednoczone | 6,94     | Albuquerque | 18 lutego(dts) br   |
| bieg na 60 m   | Julien Alfred  | Saint Lucia       | 6,94     | Albuquerque | 11 marca(dts) br    |
| bieg na 400 m  | Britton Wilson | Stany Zjednoczone | 49,48    | Albuquerque | 11 marca(dts) br    |
| bieg na 1000 m | Lucia Stafford | Kanada            | 2:33,75  | Boston      | 28 stycznia(dts) br |
| bieg na 3000 m | Alicia Monson  | Stany Zjednoczone | 8:25,05  | Nowy Jork   | 11 lutego(dts) br   |
| pięciobój      | Anna Hall      | Stany Zjednoczone | 5004     | Albuquerque | 16 lutego(dts) br   |

###### Mężczyźni
| Konkurencja    | Zawodnik      | Reprezentacja     | Rezultat | Miejsce   | Data                |
| -------------- | ------------- | ----------------- | -------- | --------- | ------------------- |
| bieg na 1500 m | Yared Nuguse  | Stany Zjednoczone | 3:33,22  | Nowy Jork | 11 lutego(dts) br   |
| bieg na milę   | Yared Nuguse  | Stany Zjednoczone | 3:47,38  | Nowy Jork | 11 lutego(dts) br   |
| bieg na 3000 m | Yared Nuguse  | Stany Zjednoczone | 7:28,24  | Boston    | 27 stycznia(dts) br |
| bieg na 5000 m | Woody Kincaid | Stany Zjednoczone | 12:51,61 | Boston    | 27 stycznia(dts) br |

##### Stadion

###### Kobiety
| Konkurencja      | Zawodniczka   | Reprezentacja     | Rezultat | Miejsce             | Data             |
| ---------------- | ------------- | ----------------- | -------- | ------------------- | ---------------- |
| bieg na milę     | Nikki Hiltz   | Stany Zjednoczone | 4:16,35  | Monako              | 21 lipca(dts) br |
| bieg na 5000 m   | Alicia Monson | Stany Zjednoczone | 14:19,45 | Londyn              | 23 lipca(dts) br |
| bieg na 10 000 m | Alicia Monson | Stany Zjednoczone | 30:03,82 | San Juan Capistrano | 4 marca(dts) br  |

###### Mężczyźni
| Konkurencja    | Zawodnik                    | Reprezentacja     | Rezultat | Miejsce     | Data                |
| -------------- | --------------------------- | ----------------- | -------- | ----------- | ------------------- |
| bieg na 1500 m | Yared Nuguse                | Stany Zjednoczone | 3:29,02  | Oslo        | 15 czerwca(dts) br  |
| bieg na milę   | Yared Nuguse                | Stany Zjednoczone | 3:43,97  | Eugene      | 16 września(dts) br |
| bieg na 2000 m | Charles Philibert-Thiboutot | Kanada            | 4:51,54  | Bruksela    | 8 września(dts) br  |
| bieg na 3000 m | Grant Fisher                | Stany Zjednoczone | 7:25,47  | Eugene      | 17 września(dts) br |
| skok o tyczce  | KC Lightfoot                | Stany Zjednoczone | 6,07     | Nashville   | 2 czerwca(dts) br   |
| pchnięcie kulą | Ryan Crouser                | Stany Zjednoczone | 23,56    | Los Angeles | 27 maja(dts) br     |
| maraton        | Cameron Levins              | Kanada            | 2:05:36  | Tokio       | 5 marca(dts) br     |

###### Mieszane
| Konkurencja        | Zawodnicy                                                  | Reprezentacja     | Rezultat | Miejsce   | Data                |
| ------------------ | ---------------------------------------------------------- | ----------------- | -------- | --------- | ------------------- |
| sztafeta 4 x 100 m | Justin Robinson Rosey Effiong Matthew Boling Alexis Holmes | Stany Zjednoczone | 3:08,80  | Budapeszt | 19 sierpnia(dts) br |

#### Australia i Oceania
Źródło: worldathletics.org.

##### Hala

###### Mężczyźni
| Konkurencja    | Zawodnik    | Reprezentacja | Rezultat | Miejsce   | Data              |
| -------------- | ----------- | ------------- | -------- | --------- | ----------------- |
| bieg na milę   | Ollie Hoare | Australia     | 3:50,83  | Nowy Jork | 11 lutego(dts) br |
| bieg na 5000 m | Ky Robinson | Australia     | 13:06,42 | Boston    | 2 grudnia(dts) br |

##### Stadion

###### Kobiety
| Konkurencja    | Zawodniczka       | Reprezentacja | Rezultat | Miejsce           | Data                |
| -------------- | ----------------- | ------------- | -------- | ----------------- | ------------------- |
| bieg na 100 m  | Zoe Hobbs         | Nowa Zelandia | 10,96    | La Chaux-de-Fonds | 2 lipca(dts) br     |
| bieg na 800 m  | Catriona Bisset   | Australia     | 1:57,78  | Londyn            | 23 lipca(dts) br    |
| bieg na 1000 m | Abbey Caldwell    | Australia     | 2:34,63  | Berno             | 4 sierpnia(dts) br  |
| bieg na 1500 m | Linden Hall       | Australia     | 3:56,92  | Eugene            | 16 września(dts) br |
| bieg na milę   | Jessica Hull      | Australia     | 4:15,34  | Monako            | 21 lipca(dts) br    |
| bieg na 3000 m | Jessica Hull      | Australia     | 8:31,81  | Sydney            | 11 marca(dts) br    |
| skok wzwyż     | Nicola Olyslagers | Australia     | 2,03     | Eugene            | 17 września(dts) br |
| chód na 20 km  | Jemima Montag     | Australia     | 1:27:16  | Budapeszt         | 20 sierpnia(dts) br |
| chód na 35 km  | Rebecca Henderson | Australia     | 2:47:54  | Melbourne         | 21 maja(dts) br     |

###### Mężczyźni
| Konkurencja                   | Zawodnik        | Reprezentacja | Rezultat | Miejsce          | Data                |
| ----------------------------- | --------------- | ------------- | -------- | ---------------- | ------------------- |
| bieg na 800 m                 | Joseph Deng     | Australia     | 1:43,99  | Décines-Charpieu | 8 lipca(dts) br     |
| bieg na 1500 m                | Ollie Hoare     | Australia     | 3:29,41  | Oslo             | 15 czerwca(dts) br  |
| bieg na 2000 m                | Stewart McSweyn | Australia     | 4:48,77  | Bruksela         | 8 września(dts) br  |
| bieg na 3000 m z przeszkodami | George Beamish  | Nowa Zelandia | 8:13,26  | Monako           | 21 lipca(dts) br    |
| rzut dyskiem                  | Alex Rose       | Samoa         | 70,39    | Ramona           | 16 kwietnia(dts) br |
| chód ma 35 km                 | Rhydian Cowley  | Australia     | 2:27:33  | Melbourne        | 21 maja(dts) br     |

#### Azja
Źródło: worldathletics.org.

##### Hala

###### Mężczyźni
| Konkurencja  | Zawodnik      | Reprezentacja | Rezultat | Miejsce | Data             |
| ------------ | ------------- | ------------- | -------- | ------- | ---------------- |
| bieg na milę | Kazuto Iizawa | Japonia       | 3:56,01  | Boston  | 4 lutego(dts) br |

##### Stadion

###### Kobiety
| Konkurencja                     | Zawodniczka  | Reprezentacja | Rezultat | Miejsce   | Data                |
| ------------------------------- | ------------ | ------------- | -------- | --------- | ------------------- |
| bieg na 400 m przez płotki      | Kemi Adekoya | Bahrajn       | 53,09    | Budapeszt | 24 sierpnia(dts) br |
| bieg na 3000 m przez przeszkody | Winfred Yavi | Bahrajn       | 8:50,66  | Eugene    | 16 września(dts) br |
| chód na 35 km                   | Liu Hong     | Chiny         | 2:38:42  | Wajima    | 16 kwietnia(dts) br |

###### Mężczyźni
| Konkurencja    | Zawodnik               | Reprezentacja | Rezultat | Miejsce      | Data                |
| -------------- | ---------------------- | ------------- | -------- | ------------ | ------------------- |
| skok o tyczce  | Ernest John Obiena     | Filipiny      | 6,00     | Bergen       | 10 czerwca(dts) br  |
| skok o tyczce  | Ernest John Obiena     | Filipiny      | 6,00     | Budapeszt    | 26 sierpnia(dts) br |
| pchnięcie kulą | Tajinderpal Singh Toor | Indie         | 21,77    | Bhubaneshwar | 19 czerwca(dts) br  |
| chód na 35 km  | He Xianghong           | Chiny         | 2:22:55  | Huangshan    | 4 marca(dts) br     |

#### Europa
Źródło: worldathletics.org.

##### Hala

###### Kobiety
| Konkurencja   | Zawodniczka      | Reprezentacja | Rezultat | Miejsce   | Data              |
| ------------- | ---------------- | ------------- | -------- | --------- | ----------------- |
| bieg na 400 m | Femke Bol        | Holandia      | 49,26    | Apeldoorn | 19 lutego(dts) br |
| pięciobój     | Nafissatou Thiam | Belgia        | 5055     | Stambuł   | 3 marca(dts) br   |

###### Mężczyźni
| Konkurencja    | Zawodnik      | Reprezentacja | Rezultat | Miejsce | Data              |
| -------------- | ------------- | ------------- | -------- | ------- | ----------------- |
| bieg na 3000 m | Mohamed Katir | Hiszpania     | 7:24,68  | Liévin  | 15 lutego(dts) br |

##### Stadion

###### Kobiety
| Konkurencja                | Zawodniczka        | Reprezentacja | Rezultat | Miejsce    | Data                   |
| -------------------------- | ------------------ | ------------- | -------- | ---------- | ---------------------- |
| bieg na 5000 m             | Sifan Hassan       | Holandia      | 14:13,42 | Londyn     | 23 lipca(dts) br       |
| bieg na 400 m przez płotki | Femke Bol          | Holandia      | 51,45    | Londyn     | 23 lipca(dts) br       |
| maraton                    | Sifan Hassan       | Holandia      | 2:13:44  | Chicago    | 8 października(dts) br |
| chód na 35 km              | María Pérez García | Hiszpania     | 2:37:15  | Podiebrady | 21 maja(dts) br        |

###### Mężczyźni
| Konkurencja    | Zawodnik             | Reprezentacja   | Rezultat | Miejsce   | Data                |
| -------------- | -------------------- | --------------- | -------- | --------- | ------------------- |
| bieg na 400 m  | Matthew Hudson-Smith | Wielka Brytania | 44,26    | Budapeszt | 22 sierpnia(dts) br |
| bieg na 1500 m | Jakob Ingebrigtsen   | Norwegia        | 3:27,14  | Chorzów   | 16 lipca(dts) br    |
| bieg na milę   | Jakob Ingebrigtsen   | Norwegia        | 3:43,73  | Eugene    | 16 września(dts) br |
| bieg na 2000 m | Jakob Ingebrigtsen   | Norwegia        | 4:43,13  | Bruksela  | 8 września(dts) br  |
| bieg na 3000 m | Jakob Ingebrigtsen   | Norwegia        | 7:24,00  | Paryż     | 9 czerwca(dts) br   |
| bieg na 3000 m | Jakob Ingebrigtsen   | Norwegia        | 7:23,63  | Eugene    | 17 września(dts) br |
| bieg na 5000 m | Mohamed Katir        | Hiszpania       | 12:45,01 | Monako    | 21 lipca(dts) br    |
| skok o tyczce  | Armand Duplantis     | Szwecja         | 6,23     | Eugene    | 17 września(dts) br |
| chód na 5 km   | Jimmy Gressier       | Francja         | 13:12    | Monako    | 12 lutego(dts) br   |
| chód na 5 km   | Dominic Lobalu       | Szwajcaria      | 13:12    | Barcelona | 31 grudnia(dts) br  |
| chód na 100 km | Aleksandr Sorokin    | Litwa           | 6:05:35  | Wilno     | 14 maja(dts) br     |

## Tabele światowe

### Hala

#### Kobiety
| Konkurencja               | Rezultat | Zawodniczka                                                    | Źródło |
| ------------------------- | -------- | -------------------------------------------------------------- | ------ |
| Bieg na 60 m              | 6,94     | Aleia Hobbs Julien Alfred                                      | [ 52 ] |
| Bieg na 200 m             | 22,01    | Julien Alfred                                                  | [ 52 ] |
| Bieg na 400 m             | 49,26    | Femke Bol                                                      | [ 52 ] |
| Bieg na 800 m             | 1:57,18  | Keely Hodgkinson                                               | [ 52 ] |
| Bieg na 1000 m            | 2:33,75  | Lucia Stafford                                                 | [ 52 ] |
| Bieg na 1500 m            | 3:57,47  | Gudaf Tsegay                                                   | [ 52 ] |
| Bieg na milę              | 4:16,16  | Gudaf Tsegay                                                   | [ 52 ] |
| Bieg na 3000 m            | 8:16,69  | Gudaf Tsegay                                                   | [ 52 ] |
| Bieg na 5000 m            | 14:52,21 | Natosha Rogers                                                 | [ 52 ] |
| Bieg na 60 m przez płotki | 7,72     | Ackera Nugent                                                  | [ 52 ] |
| Sztafeta 4 × 400 m        | 3:21,75  | Arkansas Amber Anning Joanne Reid Rosey Effiong Britton Wilson | [ 52 ] |
| Chód na 3000 m            | 12:18,26 | Antigoni Drismbioti                                            | [ 52 ] |
| Skok wzwyż                | 2,00     | Vashti Cunningham                                              | [ 52 ] |
| Skok o tyczce             | 4,91     | Nina Kennedy                                                   | [ 53 ] |
| Skok w dal                | 7,01     | Jasmine Moore                                                  | [ 54 ] |
| Trójskok                  | 15,12    | Jasmine Moore                                                  | [ 55 ] |
| Pchnięcie kulą            | 19,57    | Jorinde van Klinken                                            | [ 56 ] |
| Pięciobój                 | 5055     | Nafissatou Thiam                                               | [ 52 ] |

#### Mężczyźni
| Konkurencja               | Rezultat | Zawodnik                                                                       | Źródło |
| ------------------------- | -------- | ------------------------------------------------------------------------------ | ------ |
| Bieg na 60 m              | 6,42     | Trayvon Bromell Ackeem Blake Oblique Seville                                   | [ 52 ] |
| Bieg na 200 m             | 20,12    | Matthew Boling                                                                 | [ 52 ] |
| Bieg na 400 m             | 44,75    | Elija Godwin                                                                   | [ 52 ] |
| Bieg na 800 m             | 1:44,98  | Noah Kibet                                                                     | [ 52 ] |
| Bieg na 1000 m            | 2:19,25  | Andrew Coscoran                                                                | [ 52 ] |
| Bieg na 1500 m            | 3:32,38  | Jakob Ingebrigtsen                                                             | [ 52 ] |
| Bieg na milę              | 3:47,38  | Yared Nuguse                                                                   | [ 52 ] |
| Bieg na 3000 m            | 7:23,81  | Lamecha Girma                                                                  | [ 52 ] |
| Bieg na 5000 m            | 12:51,61 | Woody Kincaid                                                                  | [ 52 ] |
| Bieg na 60 m przez płotki | 7,35     | Grant Holloway                                                                 | [ 52 ] |
| Sztafeta 4 × 400 m        | 3:01,09  | Arkansas Connor Washington James Benson Ayden Owens-Delerme Christopher Bailey | [ 52 ] |
| Chód na 5000 m            | 18:37,63 | Francesco Fortunato                                                            | [ 52 ] |
| Skok wzwyż                | 2,38     | Danił Łysienko                                                                 | [ 57 ] |
| Skok o tyczce             | 6,00     | Sondre Guttormsen                                                              | [ 58 ] |
| Skok w dal                | 8,40     | Carey McLeod                                                                   | [ 59 ] |
| Trójskok                  | 17,60    | Pedro Pichardo                                                                 | [ 60 ] |
| Pchnięcie kulą            | 21,93    | Bob Bertemes                                                                   | [ 61 ] |
| Siedmiobój                | 6639     | Kyle Garland                                                                   | [ 52 ] |

### Stadion

#### Kobiety
| Konkurencja                   | Rezultat | Zawodniczka                                                                                 | Źródło |
| ----------------------------- | -------- | ------------------------------------------------------------------------------------------- | ------ |
| Bieg na 100 m                 | 10,65    | Shericka Jackson Sha’Carri Richardson                                                       | [ 52 ] |
| Bieg na 200 m                 | 21,41    | Shericka Jackson                                                                            | [ 52 ] |
| Bieg na 400 m                 | 48,74    | Sydney McLaughlin-Levrone                                                                   | [ 52 ] |
| Bieg na 800 m                 | 1:54,97  | Athing Mu                                                                                   | [ 52 ] |
| Bieg na 1000 m                | 2:33,75  | Lucia Stafford                                                                              | [ 52 ] |
| Bieg na 1500 m                | 3:49,11  | Faith Kipyegon                                                                              | [ 52 ] |
| Bieg na milę                  | 4:07,64  | Faith Kipyegon                                                                              | [ 52 ] |
| Bieg na 3000 m                | 8:16,69  | Gudaf Tsegay                                                                                | [ 52 ] |
| Bieg na 5000 m                | 14:00,21 | Gudaf Tsegay                                                                                | [ 52 ] |
| Bieg na 10 000 m              | 29:29,73 | Gudaf Tsegay                                                                                | [ 52 ] |
| Bieg na 10 km                 | 29:19    | Yalemzerf Yehualaw                                                                          | [ 52 ] |
| Półmaraton                    | 1:04:37  | Irine Jepchumba Kimais                                                                      | [ 52 ] |
| Maraton                       | 2:11:53  | Tigst Assefa                                                                                | [ 52 ] |
| Bieg na 3000 m z przeszkodami | 8:50,66  | Winfred Yavi                                                                                | [ 52 ] |
| Bieg na 100 m przez płotki    | 12,24    | Kendra Harrison                                                                             | [ 52 ] |
| Bieg na 400 m przez płotki    | 51,45    | Femke Bol                                                                                   | [ 52 ] |
| Sztafeta 4 × 100 m            | 41,03    | Stany Zjednoczone · Tamari Davis · Twanisha Terry · Gabrielle Thomas · Sha’Carri Richardson | [ 52 ] |
| Sztafeta 4 × 400 m            | 3:20,72  | Holandia · Eveline Saalberg · Lieke Klaver · Cathelijn Peeters · Femke Bol                  | [ 52 ] |
| Chód na 20 km                 | 1:25:30  | María Pérez García                                                                          | [ 52 ] |
| Chód na 35 km                 | 2:37:11  | Kławdija Afanasjewa                                                                         | [ 52 ] |
| Skok wzwyż                    | 2,03     | Jarosława Mahuczich Nicola Olyslagers                                                       | [ 52 ] |
| Skok o tyczce                 | 4,91     | Nina Kennedy                                                                                | [ 52 ] |
| Skok w dal                    | 7,14     | Ivana Vuleta                                                                                | [ 52 ] |
| Trójskok                      | 15,35    | Yulimar Rojas                                                                               | [ 52 ] |
| Pchnięcie kulą                | 20,76    | Chase Ealey                                                                                 | [ 52 ] |
| Rzut dyskiem                  | 70,47    | Valarie Allman                                                                              | [ 52 ] |
| Rzut młotem                   | 80,17    | Brooke Andersen                                                                             | [ 52 ] |
| Rzut oszczepem                | 67,38    | Haruka Kitaguchi                                                                            | [ 52 ] |
| Siedmiobój                    | 6988     | Anna Hall                                                                                   | [ 52 ] |

#### Mężczyźni
| Konkurencja                   | Rezultat | Zawodnik                                                                          | Źródło |
| ----------------------------- | -------- | --------------------------------------------------------------------------------- | ------ |
| Bieg na 100 m                 | 9,83     | Zharnel Hughes Noah Lyles Christian Coleman                                       | [ 52 ] |
| Bieg na 200 m                 | 19,47    | Noah Lyles                                                                        | [ 52 ] |
| Bieg na 400 m                 | 43,74    | Steven Gardiner                                                                   | [ 52 ] |
| Bieg na 800 m                 | 1:42,80  | Emmanuel Wanyonyi                                                                 | [ 52 ] |
| Bieg na 1000 m                | 2:16,96  | Andreas Kramer                                                                    | [ 52 ] |
| Bieg na 1500 m                | 3:27,14  | Jakob Ingebrigtsen                                                                | [ 52 ] |
| Bieg na milę                  | 3:43,73  | Jakob Ingebrigtsen                                                                | [ 52 ] |
| Bieg na 3000 m                | 7:23,63  | Jakob Ingebrigtsen                                                                | [ 52 ] |
| Bieg na 5000 m                | 12:40,45 | Berihu Aregawi                                                                    | [ 52 ] |
| Bieg na 10 000 m              | 26:50,66 | Berihu Aregawi                                                                    | [ 52 ] |
| Bieg na 10 km                 | 26:33    | Berihu Aregawi                                                                    | [ 52 ] |
| Półmaraton                    | 57:40    | Kibiwott Kandie                                                                   | [ 52 ] |
| Maraton                       | 2:00:35  | Kelvin Kiptum                                                                     | [ 52 ] |
| Bieg na 3000 m z przeszkodami | 7:52,11  | Lamecha Girma                                                                     | [ 52 ] |
| Bieg na 110 m przez płotki    | 12,93    | Hansle Parchment                                                                  | [ 52 ] |
| Bieg na 400 m przez płotki    | 46,39    | Rai Benjamin                                                                      | [ 52 ] |
| Sztafeta 4 × 100 m            | 37:38    | Stany Zjednoczone · Christian Coleman · Fred Kerley · Brandon Carnes · Noah Lyles | [ 52 ] |
| Sztafeta 4 × 400 m            | 2:57,31  | Stany Zjednoczone · Quincy Hall · Vernon Norwood · Justin Robinson · Rai Benjamin | [ 52 ] |
| Chód na 20 km                 | 1:17:32  | Álvaro Martín                                                                     | [ 52 ] |
| Chód na 35 km                 | 2:22:55  | He Xianghong                                                                      | [ 52 ] |
| Skok wzwyż                    | 2,38     | Danił Łysienko                                                                    | [ 52 ] |
| Skok o tyczce                 | 6,23     | Armand Duplantis                                                                  | [ 52 ] |
| Skok w dal                    | 8,54     | Wayne Pinnock                                                                     | [ 52 ] |
| Trójskok                      | 17,87    | Jaydon Hibbert                                                                    | [ 52 ] |
| Pchnięcie kulą                | 23,56    | Ryan Crouser                                                                      | [ 52 ] |
| Rzut dyskiem                  | 71,86    | Kristjan Čeh                                                                      | [ 52 ] |
| Rzut młotem                   | 81,92    | Wojciech Nowicki                                                                  | [ 52 ] |
| Rzut oszczepem                | 89,51    | Jakub Vadlejch                                                                    | [ 52 ] |
| Dziesięciobój                 | 8909     | Pierce LePage                                                                     | [ 52 ] |

#### Mieszane
| Konkurencja        | Rezultat | Zawodnik                                                                             | Źródło |
| ------------------ | -------- | ------------------------------------------------------------------------------------ | ------ |
| Sztafeta 4 × 400 m | 3:08,80  | Stany Zjednoczone · Justin Robinson · Rosey Effiong · Matthew Boling · Alexis Holmes | [ 52 ] |